# ラモン・ピチョット
ラモン・ピチョット（Ramon Pichot i Gironès 、カタルーニャ語発音: [ rəˈmom piˈtʃɔt ]、1872年8月9日 - 1925年3月1日）は、スペインの画家である。カタルーニャ出身で、パブロ・ピカソと親しい画家であった。

## 略歴
バルセロナに生まれた。イシドラ・ノネイらの若いバルセロナの画家たちによって1893年に作られ1896年まで続いた美術家グループ、「Colla del Safrà（サフラン色の会）」で活動した。
1894年にバルセロナの展覧会に出展し、すぐ後にラモン・カザスとバルセロナの美術館、サラ・パレ(Sala Parés)で展覧会を開いた。1899年にバルセロナのカフェ「四匹の猫」で開いた展覧会などで高い評価を得た。
パリに移り、スペインの風物を描いてパリでも人気を得た。1900年に友人だったパブロ・ピカソもパリを訪れるようになった。1902年にベルト・ヴェイユ(Berthe Weill)の画廊で個展を開き、アンデパンダン展やサロン・ドートンヌに出展した。
1908年に絵のモデルとしてや様々な画家との関係で有名だったジャーメイン・ガルガロと結婚した。モンマルトルのピカソらの集合アトリエ「洗濯船」の近くのメゾンローズとして知られる家にスタジオを開き、ジャーメインは1階で小さなビストロを経営した。
第一次世界大戦がはじまるとスペインに帰国したが、その後もしばしばパリを訪れ、1925年にパリ滞在中に亡くなった。
ピチョットはサルバドール・ダリの才能を見出した画家としても知られている。1914年に別荘のあるカダケスで10歳のダリと知り合い、この出会いはダリの画家としての出発点となった。

## 作品

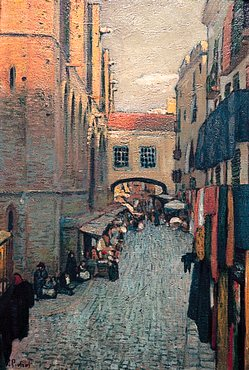
サンタマリア通り
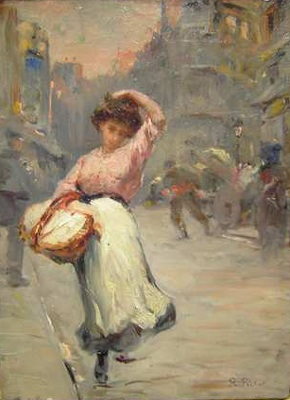
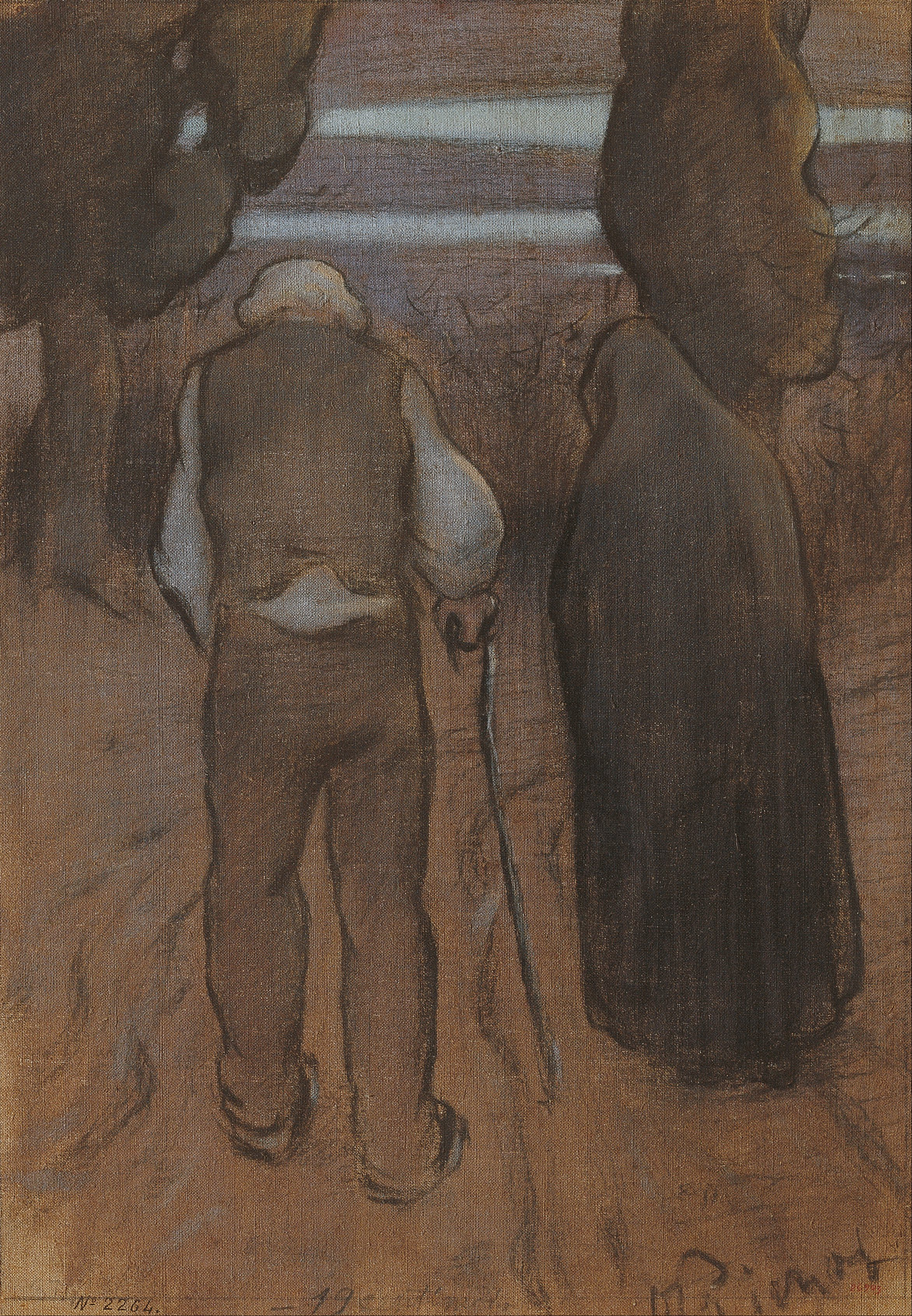
夕暮れ
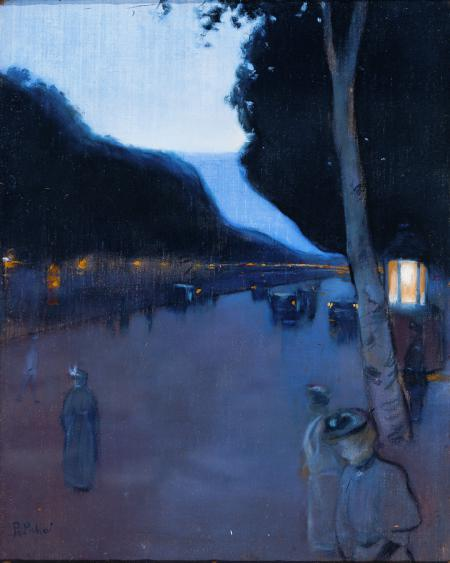
パリの通り